# Покаянные стихи
Покая́нные стихи́ — русский жанр внебогослужебной лирики, возникший не позднее XV века. Они имеют синкретический характер, то есть воспринимаются неотделимо от музыкального сопровождения; тексты сопровождались музыкальной нотацией, или указывался глас или «подобен», по которому поются стихи. Покаянные стихи переписывались монахами, включались в сборники покаянных стихов или богослужебные нотированные сборники. Наиболее полный список известных покаянных стихов опубликован в сборнике «Ранняя русская лирика».

## История
Ранние покаянные стихи выросли на почве богослужебной поэзии, были связаны с церковной службой, помещались в четьих книгах, но никогда не входили в саму службу. К середине XVI века покаянные стихи объединяются в цикл, который остается более или менее устойчивым (порядок текстов и состав цикла незначительно варьируются):
«По имеющимся в распоряжении исследователей материалам, краткие подборки покаянных стихов в рукописной традиции возникают на рубеже XV—XVI вв. и ещё не имеют самозаглавия. В середине XVI в. появляются первые пространные подборки, озаглавленные „Покаялны на 8 гласов“. Наиболее полные циклы стихов складываются в первой половине XVII в. и имеют достаточно развернутые заголовки: „Покаялны на осмь гласов слезни и умиленны, чтобы душа пришла к покаяню“».

К концу XVII века границы жанра размываются, он перетекает в духовные стихи, фольклорный жанр, существовавший параллельно. Строго говоря, покаянные и духовные стихи содержательно не отличаются, поэтому они могут быть взаимозаменяемыми терминами. Тексты свободно переходят из устной традиции в письменную и наоборот, поэтому в более поздней записи тексты стихов имеют немало разночтений с текстами XVII века. Более поздняя запись покаянных стихов происходила в среде старообрядцев, где сохранялась традиция написания и пения покаянных стихов, или с устного источника в сборники духовных стихов.

## Древнейший покаянный стих «Плач Адама»

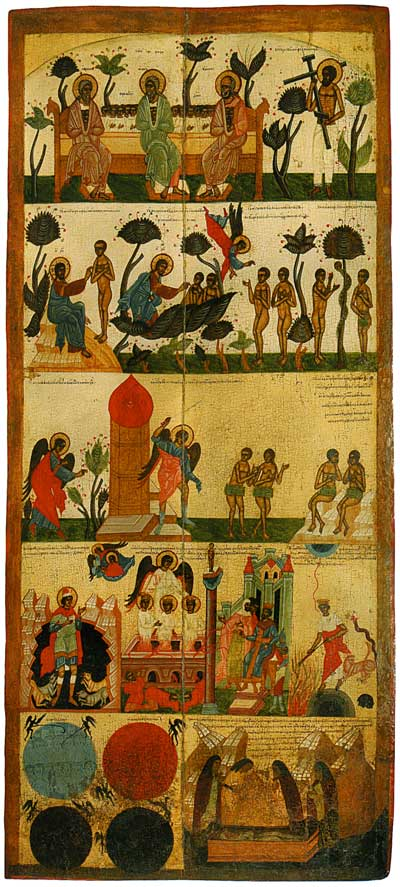
Дверь в жертвенник (Начало XVI в.). На третьей части в правом верхнем углу стих «Плач Адама», на пятой (нижней) части изображен стих «Зрю тя, гробе, и ужасаюся»

Покаянный стих «Плач Адама» не только древнейший известный покаянный стих, который датируется XV веком, но и один из наиболее распространенных. Он встречается в большинстве сборников покаянных стихов. При этом текст его не везде одинаков. Единственная известная запись покаянного стиха на иконе — дверь в жертвенник, которая находится в Центральном музее древнерусской культуры и искусства им. Андрея Рублева. Это уникальный факт, потому что не известно других случаев использования внебогослужебных текстов на таких сакральных предметах, как икона, тем более в церкви. На двери в жертвенник (см. илл.) изображен следующий текст:

Плакася Адам 

пред раем сидя: 

«Раю мой, раю, 

прекрасный мой раю! 

Мене ради, раю, 

сотворен еси, 

а Евги ради, раю, 

затворен еси. 

Уже яз не слышу 

архангельска гласа, 

уже яз не вижу 

райския пищи.

Увы мне грешному, 

помилуй мя падшаго!»